# 1965

## أحداث
- وقوع الحرب الباكستانية-الهندية 1965 بداية من 1 أغسطس 1965 إلى 23 سبتمبر 1965.
- بداية حرب فيتنام في 1 نوفمبر 1965 والتي انتهت في 30 أبريل 1975.
- البعثة الدنماركية إلى قطر.

### فبراير
- 18 فبراير - استقلال غامبيا من المملكة المتحدة.
- 21 فبراير - اغتيال مالكوم إكس أو الحاج مالك شباز رئيس اتحاد الأفارقة الأمريكان والمتحدث الرسمي لحركة أمة الإسلام أثناء وجوده في قاعة المؤتمرات في مدينة نيويورك.

### مارس
- 1 مارس - تأسيس فريق السهام الحمر للاستعراض الجوي.

### أبريل
- 1 ابريل - اغتيال الثائر والشاعر اليمني محمد محمود الزبيري.

### يونيو
- 29 يونيو - القوات الأمريكية التي أرسلت إلى فيتنام تبدأ أول عملياتها القتالية إلى جانب قوات فيتنام الجنوبية.

### يوليو
- 7 يوليو - بدء البث التلفزيوني في المملكة العربية السعودية في مدينة الرياض وجدة.
- 25 يوليو - رفع علم مالديف الحالي وأصبح العلم الرسمي لها.

### نوفمبر
- 24 نوفمبر - استلم الشيخ صباح السالم الصباح الحكم في الكويت خلفًا لأخيه الشيخ عبد الله السالم الصباح الذي توفي بهذا اليوم.

### ديسمبر
- 22 ديسمبر - الأمم المتحدة تحظر التفرقة العنصرية.

## مواليد
- أحمد الكاس
- العنود
- أدريان باسدار
- أسامة حمدان
- ألكساندر صديق
- أندرو ستانتون
- أنطونيو سقا
- إبراهيم عيسى
- إيكوي أوتاني
- الأندرتيكر
- أوين هارت
- مايك فولي
- باتريك كولتر
- بتول الخضيري
- حسن بن علي سهلي
- بروك شيلدز
- بشار الأسد
- بن علي محمد الصالح
- بوبكر الزيتوني
- بين ستيلير
- بيورك
- تاكايا كورودا
- تشارلي شين
- توني دوريغو
- تيد رايمي
- تيرجي هوغ
- جاسم المطوع
- جواو كارلوس بيريرا
- جورجي هاجي
- جان-لوك فورنيه.
- جون بوسمان
- جون ك. رايلي
- جون موشوي
- جون ينسن
- جيفري رايت
- خالد الشمري (حارس مرمى)
- خالد حسيني
- خالد عبد الرحمن
- خالد يوسف
- حكمت الهجري
- داركو بانكيف
- دراغان ستويكوفتش
- دميتري ميدفيديف
- دورين ماتيوت
- ديان لين
- ديفيد تايلور
- ديفيد ميلباند
- ذاكر نايك
- رافائيلي أماتو
- رشيدة داتي
- رضا منصور
- رمضان بشردوست
- روبرت دوني جونير
- رياض الأحمري
- ريكاردو ألتاميرانو
- زهرة الخرجي
- ساتوشي تاجيري
- سارة جيسيكا باركر
- ستيفان بايل
- سعيد جليلي
- سلمان خان
- سلمى حارب
- سليمان طوني فرنجية
- شاروخان
- شامل سالمانوفيتش باساييف
- شربل روحانا
- شمس القرنفلي
- شنايا توين
- شيريل هاينز
- طلال أرسلان
- طلال الفهد الصباح
- عامر خان
- عبد العزيز المسلم
- عبد الله كمال
- عبد المحسن النمر
- عبيد الشمري
- عصام عبد الفتاح (حكم)
- علي الدقباسي
- علي سلمان
- عماد الدين الرشيد
- عيسى الشيخ حسن
- غاليه التركيت
- غادة عبد الرازق
- غاري باليستر
- فامك جانسن
- فراس دهني
- فرانك دوريكس
- فرانك شابليفسكي
- فريدريك رينفلت
- فوزي المجادي
- كارلهاينز ريدل
- كرس بين
- كريس روك
- كيفن جيمس
- كيم ديكينز
- لطيفة رأفت
- لوران بلان
- لورانس بيرسون
- لورينت ديلامونتاني
- لوسيليو باتيستا
- لوك بوريلي
- لينا الحمصي
- مارتن لورنس
- مارلي ماتلن
- مانويل انريكه ميخوتو غونزاليز
- مايكل هامرز
- محمود العبادي
- محمود محيي الدين
- مسعود مرادي
- مصطفى لغتيري
- مورا تيرني
- ميتشيكو نيا
- ميغيل بارديزا
- ميكويل سولير
- نادر أبو تامر
- نواف الموسوي
- نوال الكويتية
- نيكولاس سباركس
- هاكون فيوم لاي
- هانس دايتر فلايك
- هانس دورفنر
- هبة رؤوف عزت
- واكانا يامازاكي
- ويليام داريمبل
- يانغ لي وي
- يورغن كوهلر
- يوكو سومي
- يويا أتشيدا

### أبريل
- - عدنان حمد الحمادي، معلق رياضي إماراتي.
- 29 أبريل - ستيفن بلوم, مؤدي أصوات أمريكي.

### مايو
- 8 مايو - كيجي اينافون, مصمم ألعاب ومنتج ياباني.
- 23 مايو - كابّيه ياماغُتشي, مؤدي أصوات ياباني.

### يونيو
- 6 يونيو - ميغومي أوغاتا, مؤدية أصوات يابانية.

### يوليو
- 9 يوليو - يون كوغا، رسامة مانغا يابانية.
- 31 يوليو - جوان رولينغ موراي، كاتبة بريطانية.

### أغسطس
- 5 أغسطس - موتوي ساكورابا, ملحن ياباني.
- 6 أغسطس - يوكي كاجيورا, ملحنة يابانية.
- 13 أغسطس - هاياتو ماتسو, ملحن ياباني.

### سبتمبر
- 10 سبتمبر - فهد الهريفي، لاعب كرة قدم سعودي.
- 11 سبتمبر - بشار الأسد، رئيس جمهورية سوريا العربية.
- 17 سبتمبر - يوجي ناكا، مصمم ألعاب فيديو ياباني.
- 19 سبتمبر - أوغور شاهين، عالم مناعة تركي ألماني.
- 24 سبتمبر - منى عيسى، ممثلة كويتية.

### أكتوبر
- 7 أكتوبر - كميكو واتانابي, مؤدية أصوات يابانية.
- 30 أكتوبر - علي سلمان ناشط سياسي بحريني، ورجل دين شيعي، والأمين العام لجمعية الوفاق الوطني الإسلامية.

### نوفمبر
- 20 نوفمبر - تاكيشي كُساو, مؤدي أصوات ياباني.
- 25 نوفمبر - دوجراي سكوت، ممثل سكوتلندي.
- 29 نوفمبر - يوتاكا أوزاكي، مطرب روك ياباني.

## وفيات
- سعود بن عبد الرحمن بن فيصل آل سعود
- أسد رستم مؤرخٌ لبناني
- ألبرت شوايتزر فيلسوف وطبيب وعالم ديني وموسيقي ألماني من الألزاس
- أنور المعداوي، ناقد أدبي مصري من الدلتا
- إدوارد فيكتور أبلتون عالم فيزياء بريطاني ساهم في اكتشاف خصائص الغلاف الجوي العلوي
- إعدام إيلي كوهين جاسوس للموساد الإسرائيلي في سوريا
- إيمي أنتوانيت كامو عالمة نبات فرنسية
- الطيب العقبي داعية جزائري
- الطيب المهيري أول وزير للداخلية في تونس في عهد الاستقلال
- اختفاء المهدي بن بركة، معارض اشتراكي للملك المغرب الحسن الثاني.
- بول مولر عالم سويسر اكتشف خواص مبيد الدي دي تي
- ت. س. إليوت شاعر ومسرحي وناقد أدبي إنجليزي
- جوزف إيرلنغر عالم وظائف أعضاء أمريكي ساهم باكتشافات تتعلق بالأنسجة العصبية
- جون هايز هاموند مخترع أمريكي رائد في تطوير أنظمة التحكم عن بعد
- جونيتشيرو تانيزاكي أحد أشهر الروائيين اليابانيين
- رشيد عالي الكيلاني سياسي ورئيس وزراء عراقي مناهض للإنجليز في العهد الملكي.
- ستان لوريل ممثل كوميدي أمريكي إشتهر بالثنائي لوريل وهاردي
- إي سنغ مان دكتاتور كوري معادي للشيوعية مات في منفاه في هونولولو بهاواي، رئيس كوريا الجنوبية الأول
- سومرست موم روائي وكاتب مسرحي إنجليزي
- عزيز المصري عسكري وسياسي مناهض للهيمنة التركية والأوروبية، تعاون مع الثورة العربية في الحجاز، والمملكة المصرية.
- عبد الله العثمان ، شاعر ورجل أعمال كويتي.
- فاروق الأول آخر ملوك المملكة المصرية
- فيليب هنش طبيب أمريكي ساهم في اكتشاف هرمون الكورتيزون
- كامل الشناوي شاعر وصحفي مصري.
- كلارا بوو ممثلة أمريكية
- لو كوربوزييه أحد رواد عمارة الحداثة في القرن العشرين.
- مارتن بوبر فيلسوف نمساوي يهودي
- مبارك بابكر زروق من أوائل المحامين و السياسيين السودانيين ومؤسسي الحزب الوطنى الاتحادى
- محمد البشير الإبراهيمي جزائري من وجوه جمعية العلماء المسلمين
- اغتيال محمد محمود الزبيري، شاعر وثائر وسياسي يمني
- محمد مندور ناقد أدبي وكاتب مصري
- مختار التتش كابتن منتخب مصر لكرة القدم ولاعب النادي الأهلي المصري
- مصطفى النحاس سياسي ورئيس وزراء مصر ورئيساً لمجلس الأمة (مجلس النواب المصري حالياً). وزعيم حزب الوفد من 1927م إلى 1952
- منيرة المهدية مغنية وممثلة مصرية، وأول عربية سُجّل لها اسطوانات.
- هاياتو إيكيدا سياسي ورئيس وزراء ياباني
- هرمان شتاودنغر كيميائي ألماني له أثر كبير في تطوير صناعة اللدائن
- ونستون تشرشل أحد أبرز القادة السياسيين الإنجليز في فترة الحرب العالمية الثانية.
- تيمور بن فيصل، سلطان عمان ومسقط من عام 1913 حتى عام 1932.
- الأمير خالد بن مساعد بن عبد العزيز آل سعود قتل علي يد قوات الأمن.

### فبراير
- 21 فبراير - مالكوم إكس أو الحاج مالك شباز رئيس اتحاد الأفارقة الأمريكان والمتحدث الرسمي لحركة أمة الإسلام

### يوليو
- 7 يوليو - روبي موزلي هولين، قاضٍ أمريكي.

### نوفمر
- 7 نوفمبر - محمد بن عبد العزيز المانع، عالم دين سني وتربوي سعودي.
- 24 نوفمبر - الشيخ عبد الله السالم الصباح، حاكم الكويت.

## نال جائزة نوبل
- في الفيزياء – بين الياباني سين توموناجا والأمريكيان ريتشارد فاينمان وجوليان شفينجر.
- في الكيمياء – الأمريكي روبرت وودورد.
- في الطب – بين الفرنسيين فرنسوا جاكوب وأندريه لووف وجاك مونو.
- في الأدب – السوفييتي ميخائيل شولوخوف.
- في السلام – منظمة الأمم المتحدة للطفولة - يونسيف.